# Le Messie du Darfour
Le Messie du Darfour (مسيح دارفور, Masīḥ Dārfūr) est un roman d'Abdelaziz Baraka Sakin paru en 2012. Il est paru en 2016 en français aux éditions Zulma.

## Résumé
Le roman raconte l'histoire d'Abderahman, une combattante engagée dans la guerre contre les Janjawids pendant la guerre du Darfour.

## Genèse
Abdelaziz Baraka Sakin a déclaré avoir écrit « ce livre pour expulser sa peur de la guerre ».

## Récompenses
- Prix Littérature Monde du festival Étonnants Voyageurs 2017[2]
- Prix du Livre engagé de la Cène Littéraire 2017[2]
- Prix du Livre d'humour de résistance 2016[2]